# Elisabeth Christine Poolman

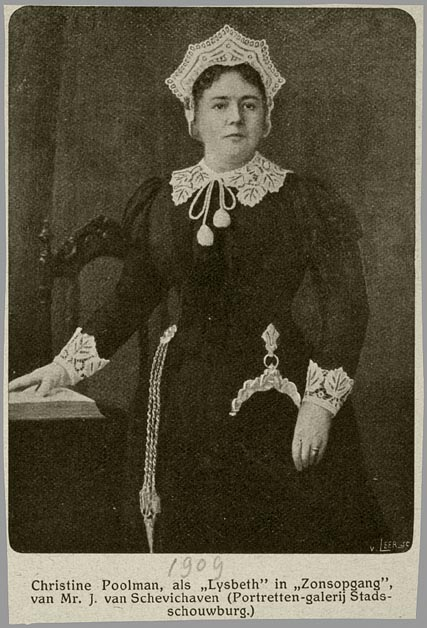
Elisabeth Christine Poolman

Elisabeth Christine Poolman (* 26. Mai 1849 in Amsterdam; † 21. April 1930 in Den Haag) war eine niederländische Schauspielerin.

## Leben
Elisabeth Christine Poolman wurde am 26. Mai 1849 in Amsterdam geboren. Sie war das älteste von fünf Kindern des römisch-katholischen Blechschmieds Hendrik Poolman (1821–1910) und der Johanna van Gool (1825–nach 1899). Auch ihr Bruder Henri (1853) und ihre Schwester Anna (1855) traten später als Schauspieler auf. Die Familie wohnte in der Nähe der Stadsschouwburg Amsterdam und ihre Eltern waren mit der Direktion und einigen Schauspielern befreundet. Ihre erste Rolle hatte sie zu einem Zeitpunkt, als sie noch nicht mal laufen konnte. In „De Verkwister“ stand sie im Nachthemd und mit zwei Keksen in der Hand auf der Bühne. Als sie vier Jahre alt war, spielte sie die Tochter eines Schuldners in dem Stück „De Betaaldag“. Sie besaß eine Rassel, die von zwei Gerichtsvollziehern beschlagnahmt wurde, doch sie begann laut zu weinen und weigerte sich, sich die Rassel wegnehmen zu lassen. Ihre erste ernsthafte Rolle spielte Christine Poolman, als sie elf Jahre alt war, im Jahr 1860 im Salon des Variétés von Eugène Duport. Anschließend spielte sie die Titelrolle in „Die kleine Wahrsagerin“, einem Stück, in dem auch der junge Louis Bouwmeester mitspielte. Sie scheint hundert Seiten Text ohne Probleme vorgetragen zu haben. Trotz dieses Talents wollten ihre Eltern nicht, dass sie ins Theater ging; Sie musste in die Hutmacherei einsteigen. Als die Truppe Roobol und Tjasink 1869 unerwartet einen Spieler in „Vuur en strijd of Amsterdam“ im Jahr 1672 brauchte, schlug Maria Kleine-Gartman vor, „Krissie van de Poolmans“ zu fragen. Kleine-Gartman brachte ihr die Rolle bei und Christine spielte sie mit Elan in der Stadsschouwburg. Mit Einverständnis der Eltern erhielt sie anschließend eine Festanstellung im Unternehmen. Kleine-Gartman blieb auch danach ihre Mentorin. Sie besprach mit ihr die Rollen, half bei der Auswahl der Kostüme und bestand auf einer natürlichen Textpräsentation.

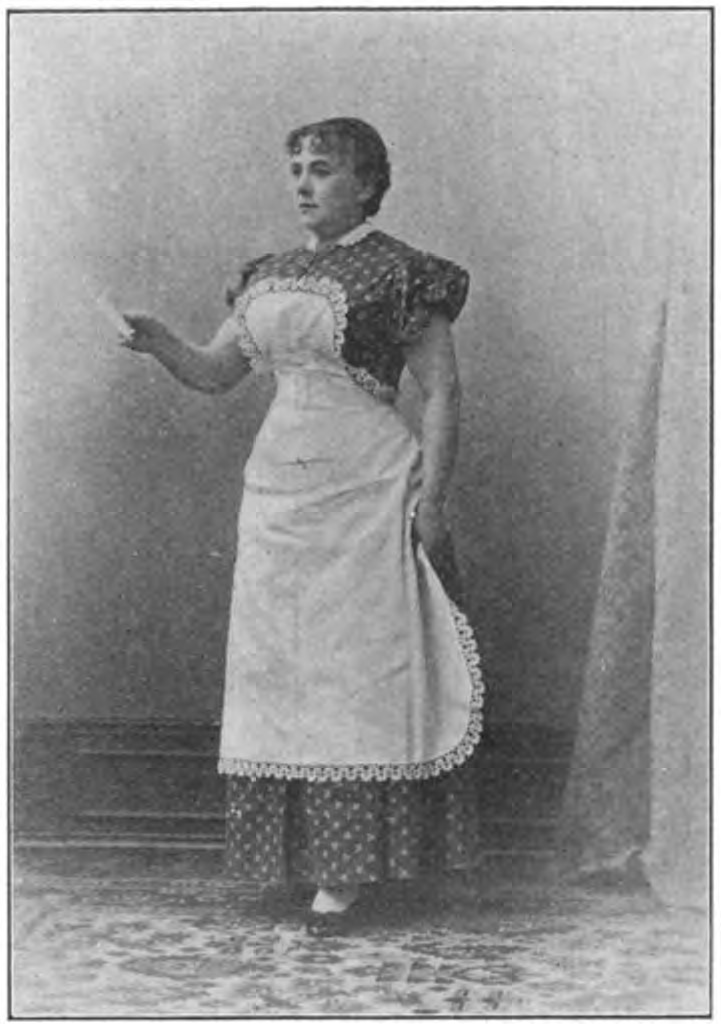
Christine Poolman

Etwa im Alter von zwanzig Jahren begann sie eine Beziehung mit dem viel älteren und verheirateten Schauspieler Pierre August Morin (1819–1895). Eine Tochter, Augustina Johanna, wurde 1870 geboren. Sie zog das Kind alleine groß. Zwischen 1872 und 1877 arbeitete sie für verschiedene Unternehmen wie Judels und Bouwmeester. 1877 wurde sie von der Vereinigung Het Nederlandsch Tooneel engagiert, der auch Morin und ihre Mentorin Kleine-Gartman angehörten. Hier spielte sie Isabella von Portugal in den Geschichten der Königin von Navarra (1879), aber auch die Krankenschwester Jacqueline in Molières „Doktor wider Willen“ (1879). Das Rotterdamsch Nieuwsblad lobte ihr Spiel als „geradlinig, sauber und frisch“. Im Jahr 1881 spielte sie die Hauptrolle als „heiratshungrige“ Junggesellin in „Ein dreißigjähriges Mädchen“, in dem Morin den älteren Herrn spielte, der nie heiraten wollte. Im selben Jahr spielte sie in der Komödie „Amerikaansch of niet“ (1881) mit. Dafür erhielt Poolman königliche Anerkennung: Für ihre Rolle als Claire überreichten ihr das Königspaar ein goldenes Armband mit Brillanten und Topasen. Sie durfte das Stück auch bei einer Soirée am Hof spielen.
Christine Poolman war beim Theaterpublikum sehr beliebt. Als 1883 das Gerücht kursierte, dass sie nach Belgien gehen würde, äußerte ein anonymer Briefschreiber seine Hoffnung, dass sie für das Nederlandsch Toneel behalten würde. Nachdem ihre Lehrerin Kleine-Gartman 1885 ihren Abschied von der Bühne genommen hatte, trat Poolman ihre Nachfolge als Badeloch im „Gijsbrecht“ an. Dabei war sie in der Darstellung der robusten mittelalterlichen Burgdame manchmal als „zu weich“ gesehen. Während dieser Zeit wohnte sie mit ihrer Tochter in einer Etage in der Amstelstraat. 1886 zogen sie in die Ferdinand Bolstraat, wo sie bei Poolmans jüngerer Schwester Anna lebten.
Ihr 25-jähriges Bühnenjubiläum feierte sie 1895 mit der Jubiläumsvorstellung „De Compagnon“ von Adolph L’Arronge, in der sie die Magd Marie spielte. Sie erhielt im Anschluss Ovationen, Blumen und Geschenke vom Publikum und den Kollegen. Sie zählte nicht zu den großen Bühnenschauspielerinnen, wurde aber von den Kritikern als „einfache, gute Schauspielerin“ gelobt. Besonders lagen ihr Mutterrollen, sie spielte auch eine große Anzahl von Charakteren in modernen niederländischen Stücken, beispielsweise Marie in „Domheidsmacht“ von Marcellus Emants (1903, aufgeführt 1904). Bei der Feier ihres vierzigsten Theaterjubiläums in Den Haag (1909) war der Schriftsteller persönlich anwesend.
Bei einem unglücklichen Einstieg in die Straßenbahn brach sich Christine Poolman 1914 den Arm und konnte vorübergehend nicht auftreten. Nach ein paar Monaten stand sie wieder auf der Bühne, als Tante Letje in „Ferdinand Huyck“. Doch im Alter von 65 Jahren hatte sie das Gefühl, als Schauspielerin zu alt zu werden. eine zunehmende Taubheit machte sie zudem nervös und unsicher, weshalb sie beschloss, mit der Schauspielerei aufzuhören. Sie unternahm 1916 eine ausgedehnte Abschiedstournee durch das Land und trat im selben Jahr im Stummfilm  Eine Tanztragödie von Johan Gildemeyer (1916) auf. Darin spielte sie ihre letzte Rolle, als strenge Mutter der Hauptfigur Mario. Danach verschwand sie aus der Öffentlichkeit und zog mit ihrer Tochter und ihrem Schwiegersohn, dem Schauspieler Jan C. de Vos nach Den Haag.
Christine Poolman starb am 21. April 1930 im Alter von 79 Jahren. Vier Tage später wurde sie ganz unkompliziert in Westerveld eingeäschert. Sie war auch nach ihrem Ausscheiden von der Bühne bei ihren Kollegen beliebt. Nach der Nachricht von ihrem Tod hängten alte und jüngere Kollegen zu ihrem Gedenken einen Lorbeerkranz an ihr Porträt in der Stadsschouwburg.